# Francisco Eusebio de Pötting

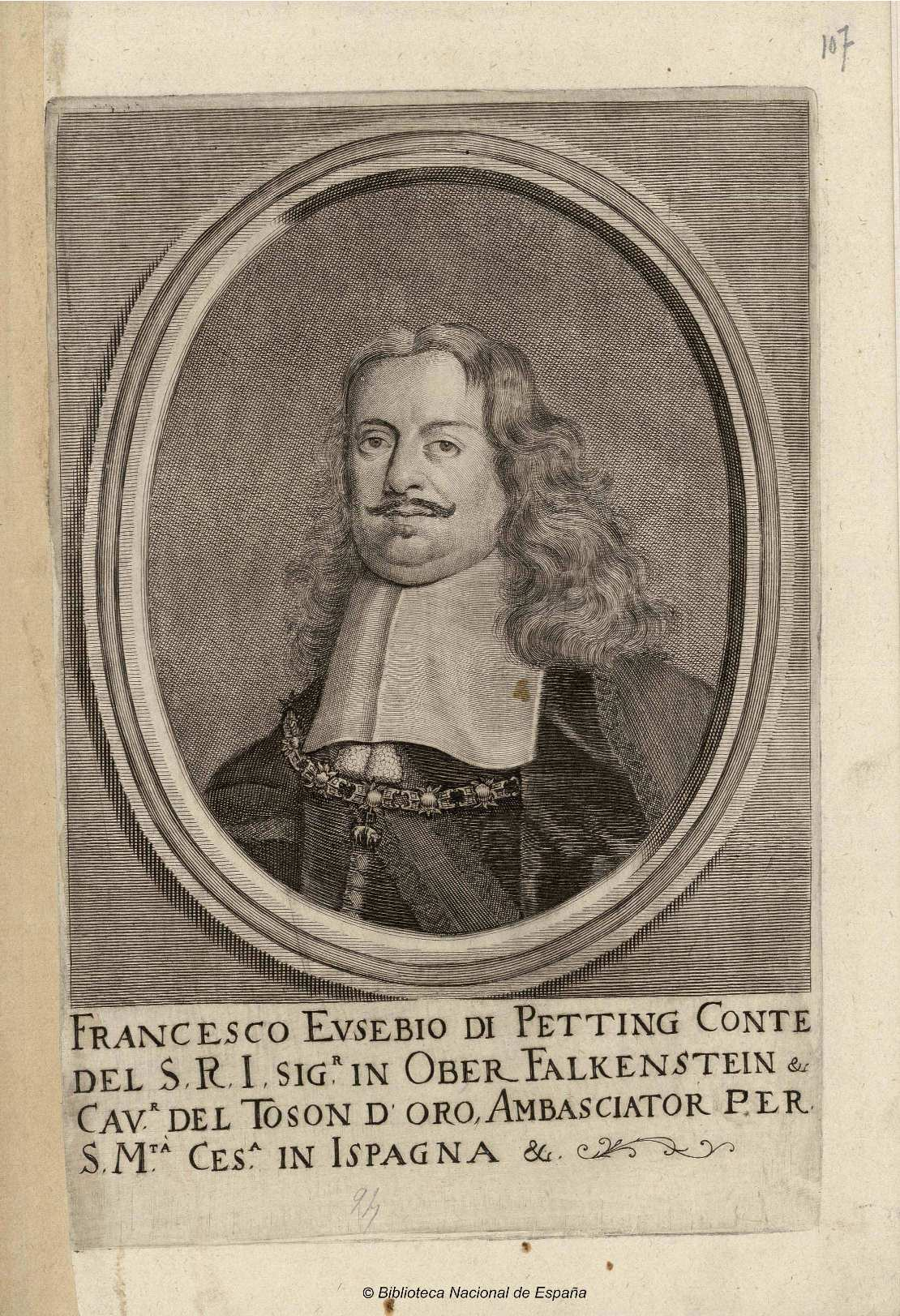
Francisco Eusebio de Pötting, embajador del Sacro Imperio en España. Historia di Leopoldo Cesare, 1674. Biblioteca Nacional de España.

Franz Eusebius Graf von Pötting, en español Francisco Eusebio de Pötting, conde de Pötting (1627-1678), aristócrata austriaco, fue embajador del Sacro Imperio Romano Germánico en Madrid de 1664 a 1674. Durante su embajada, calificada de larga y feliz por Gabriel Maura Gamazo, redactó en castellano un diario que, junto con la correspondencia que le dirigió el emperador Leopoldo I, proporciona abundante información y anécdotas referidas a los reinados de Felipe IV y Carlos II, así como del matrimonio de la hija del primero, la infanta Margarita, con el propio emperador.
Hijo del conde Friedrich y la condesa Elisabeth Kunigunda Sternberg, nació el 10 de agosto de 1627. Miembro de una aristocrática familia vienesa, con feudos en la región del río Mur, antes de cumplir los veinte años era consejero de Apelación, cargo del que dimitió para ocupar en enero de 1647 el de vocal cívico en Praga y en 1649 era ya vicecanciller de Bohemia y camarero mayor del príncipe. Establecido en Bohemia casó con María Margareta Löbel, hija del barón de Grünberg, de la que enviudó en 1658. El 16 de abril de 1662 contrajo segundas nupcias con María Sophia, condesa de Dietrichstein, emparentada con algunas de las más distinguidas familias nobiliarias tanto austriacas como españolas, lo que facilitó el nombramiento del conde como embajador en Madrid donde, siendo reina consorte Mariana de Austria, austriaca y hermana del emperador, se quería una embajadora de elevado rango. Desde su llegada a Madrid, Maria Sophia tuvo de hecho acceso a la reina, a la que visitaba con frecuencia y, con la ayuda de su prima Andrea de Velasco y de la marquesa de Mortara, más la gramática de Juan Ángel de Zumaran, no tardó en aprender castellano.
Tomó posesión de la embajada en Madrid, vacante desde 1660, el 3 de enero de 1663. El  tiempo que permaneció vacante la embajada venía representando interinamente al emperador el confesor de la reina y luego valido, Juan Everardo Nithard, con el que nunca llegó el conde de Pötting a tener una relación de confianza, como refleja su diario. Como embajador eran dos las misiones principales a las que debía atender: la obtención de subsidios para el Imperio, necesitado de financiación para hacer frente a la guerra contra los turcos, y concluir el concierto matrimonial entre el emperador y la infanta Margarita.
El compromiso matrimonial se hizo público el 5 de abril de 1664, celebrándolo el embajador con fuegos artificiales y luminarias, aunque los desposorios no se celebraron hasta abril de 1666 y los complicados preparativos del viaje aun lo retrasarían algunos meses. Pötting fue recompensado poco después con el Toisón de Oro. El segundo objetivo, las reclamaciones económicas, lo acompañaron todo el tiempo que duró su embajada: «el caudal de dinero enviado –escribe Miguel Ángel Ochoa–, como a un pozo sin fondo, por las empobrecidas finanzas españolas, constituyó un flujo permanente, con el que se atendía a las peticiones insaciables e infatigables de Leopoldo I; el encargo de mantener abierta la fuente de la ayuda española recaía en el embajador Pötting en Madrid, a través de sus constantes representaciones al gobierno de Felipe IV y de la reina Marina (...) Cantidades, dineros, asientos, socorros, remesas, asistencias, necesidades, son palabras que no dejan de esmaltar los escritos de Pötting a la reina Mariana a lo largo de su embajada».
Durante su estancia en Madrid con su esposa Maria Sophia tuvo 3 hijos: María Inés (nacida en enero de 1663 y muerta en enero de 1669); Francisca (nacida en noviembre de 1667 y muerta en febrero de 1668) y Adán Maximiliano (nacido y muerto en enero de 1669). Finalmente, aquejado él mismo de dificultades económicas por los gastos que le ocasionaba la embajada y la tardanza en cobrar un sueldo que rara vez le llegaba, en 1674 pudo abandonar Madrid, donde ya le había sustituido como embajador imperial el conde Ferdinand Bonaventura von Harrach. Murió sin descendencia en 1678, ocupando la mariscalía mayor de la corte cesárea.